# 太安镇 (万州区)
太安镇，是中华人民共和国重庆市万州区下辖的一个乡镇级行政单位。

## 行政区划
太安镇下辖以下地区：
长乐社区、凤凰社区、古堰村、钟刘村、柏弯村、醒狮村、法隆村、红丰村、天峰村和河堰村。